# Abu Marwan Abd al-Malik I
Abu Marwan Abd al-Malik I (arab. أبو مروان عبد الملك الغازي = Abu Marwan Abd al-Malik al-Ghazi, zm. 4 sierpnia 1578 pod Al-Kasr al-Kabir) – sułtan Maroka z dynastii Sadytów, syn sułtana Muhammada asz-Szajcha.

## Życiorys
Po zamordowaniu jego ojca w 1557 roku rozgorzały zacięte walki o władzę i Abu Marwan Abd al-Malik musiał uciekać z kraju przed swoim bratem Abdullahem al-Ghalibem. Z pomocą Osmanów zdołał jednak w 1576 roku odbić władzę w Maroku z rąk panującego tam już wówczas bratanka Abu Abdullaha Muhammada II. 
Początkowo Abu Marwan Abd al-Malik uznawał władzę Osmanów, jednak wkrótce - umocniwszy swoją pozycję poprzez ożywienie handlu z Europą - odesłał ich wojska z powrotem do kontrolowanej przez nich Algierii. 
Obalony sułtan Abu Abdullah Muhammad II zdołał jednak uciec do Portugalii i nakłonić króla Sebastiana do ataku na Maroko. Tak doszło w 1578 roku do bitwy pod Kasr al-Kabir, zakończonej druzgocącą klęską Portugalii. W bitwie tej polegli jednak wszyscy trzej władcy - król Sebastian, obalony sułtan Abu Abdullah oraz sam Abu Marwan Abd al-Malik. Władzę w Maroku przyjął wówczas brat Abd al-Malika - sułtan Ahmad I al-Mansur.